# Out of Control (Girls Aloud)
Out of Control è il quinto album di inediti del gruppo musicale pop britannico Girls Aloud.
L'album, registrato tra il maggio e l'ottobre 2008, è stato pubblicato il 3 novembre 2008 in Gran Bretagna e Irlanda dall'etichetta discografica Fascination. Il titolo dell'album è tratto da una frase della canzone We Wanna Party contenuta nello stesso e da una frase della canzone No Good Advice del primo album Sound of the underground.

## Contesto
L'album è stato anticipato dal singolo The Promise, pubblicato nell'ottobre del 2008, che ha riscosso grande successo in Regno Unito raggiungendo la prima posizione della classifica. La canzone si è anche aggiudicata il Popjustice £20 Music Prize del 2009, che premia il miglior singolo pop britannico.
Un mese dopo anche l'album raggiunge il vertice della classifica, posizione mai raggiunta prima da un album di inediti del gruppo ma conquistata dalla raccolta The Sound of Girls Aloud, due anni prima.
Nel dicembre dello stesso anno è stato invece pubblicato il secondo singolo, The Loving Kind, canzone scritta dai Pet Shop Boys insieme a Miranda Coope, Brian Higgins e Tim Powell degli Xenomania. Il secondo singolo ha raggiunto la decima posizione della classifica. La promozione è proseguita nella primavera del 2009 con un tour nazionale in Regno Unito e la pubblicazione del singolo Untouchable, in una versione accorciata rispetto alla lunga versione dell'album; fu il primo singolo del gruppo a non entrare nei primi dieci posti della classifica britannica dall'inizio della loro carriera, nel 2002, piazzandosi comunque all'undicesimo posto. Il gruppo ha comunque piazzato ben venti singoli tra le prime dieci posizioni in maniera consecutiva.

## Produzione
Come di consueto, la produzione e la scrittura dell'album è stata curata dalla squadra di produttori Xenomania, che per la traccia The Loving Kind ha collaborato con il celebre gruppo dance/synth pop Pet Shop Boys.
L'album conteneva anche la traccia We Wanna Party, che contiene la frase da cui prende il nome l'album, cover dell'omonimo brano di Lene Nystrøm contenuto nell'album di debutto da solista della cantante degli Aqua, Play with Me.
Unitamente all'album è stato pubblicato, in edizione limitata, il primo album dal vivo del gruppo, Girls A Live, che ha raggiunto la ventinovesima posizione della classifica degli album britannica.

## Tracce
Standard Edition Fascination / 1790073 (UK)
1. The Promise – 4:03 (Miranda Cooper, Brian Higgins, Jason Resch, Kieran Jones, Carla Marie Williams)
2. The Loving Kind – 3:54 (Miranda Cooper, Brian Higgins, Tim Powell, Neil Tennant, Chris Lowe)
3. Rolling Back the Rivers in Time – 4:29 (Miranda Cooper, Brian Higgins, Carla Marie Williams, Tim Powell)
4. Love Is the Key – 4:17 (Girls Aloud, Miranda Cooper, Brian Higgins, Tim Powell)
5. Turn to Stone – 4:25 (Miranda Cooper, Brian Higgins, Tim Powell, Matt Gray, Start McLennan, Sacha Collisson)
6. Untouchable – 6:43 (Miranda Cooper, Brian Higgins, Tim Powell, Matt Gray)
7. Fix Me Up – 4:26 (Miranda Cooper, Brian Higgins, Jason Resch, Kieran Jones, Clarma Marie Williams, Tim Powell)
8. Love Is Pain – 3:32 (Miranda Cooper, Brian Higgins, Carla Marie Williams)
9. Miss You Bow Wow – 4:11 (Girls Aloud, Miranda Cooper, Brian Higgins, Tim Powell, Lisa Cowling, Owen Parker, Toby Scott, Myra Boyle)
10. Revolution in the Head – 4:31 (Girls Aloud, Miranda Cooper, Brian Higgins, Carla Marie Williams, Tim Powell, Owen Parker)
11. Live in the Country – 3:46 (Girls Aloud, Miranda Cooper, Brian Higgins, Tim Powell, Matt Gray, Niara Scarlett)
12. We Wanna Party – 3:54 (Miranda Cooper, Brian Higgins, Lisa Cowling, Nick Coler, Tim Powell, Lene Nystrøm)

Special Edition Bonus Disc (Fascination / 1790075(UK)
1. Out of Control: Making the Album – 29:13 (Girls Aloud) – Raccolta di commenti

### Girls A Live
Girls A Live (Fascination / 1790107 (UK)
1. Something Kinda Ooooh (Live at the Local in Birmingham, 2007) – 3:42 (Miranda Cooper, Brian Higgins, Tim Powell, Nick Coler, Jody Lei, Giselle Sommerville)
2. Waiting (Live at Wembley, Chemistry Tour 2006) – 4:27 (Miranda Cooper, Brian Higgins, Tim "Rolf" Larcombe, Lisa Cowling, Shawn Lee, Paul Woods, Lars Fox)
3. Call the Shots (Live at the O2, Tangled Up Tour 2008) – 4:03 (Miranda Cooper, Brian Higgins, Tim Powell, Giselle Sommerville, Lisa Cowling)
4. Deadlines & Diets (Live at the Hammersmith Apollo, What Will the Neighbours Say? Live 2005) – 4:42 (Miranda Cooper, Brian Higgins, Matt Gray)
5. Close to Love (Live at the O2, Tangled Up Tour 2008) – 4:16 (Miranda Cooper, Brian Higgins, Tim Powell, Nick Coler, Jody Lei, Lisa Cowling)
6. Love Machine (Live at the Local in Birmingham, 2007) – 3:36 (Miranda Cooper, Brian Higgins, Tim Powell, Nick Coler, Lisa Cowling, Myra Boyle, Shawn Lee)
7. Biology (Live at Wembley, Chemistry Tour 2006) – 4:24 (Miranda Cooper, Brian Higgins, Lisa Cowling, Wim Powell, Giselle Sommerville)
8. Graffiti My Soul (Live at the Hammersmith Apollo, What Will the Neighbours Say? Live 2005) – 5:05 (Miranda Cooper, Brian Higgins, Lisa Cowling, Tim Powell, Peplab)

## Classifiche

### Out of Control
| Classifica (2008)   | Posizione raggiunta |
| ------------------- | ------------------- |
| Regno Unito         | 1                   |
| Irlanda             | 7                   |
| Classifica mondiale | 20                  |

### Girls A Live
| Classifica (2008) | Posizione raggiunta |
| ----------------- | ------------------- |
| Regno Unito       | 29                  |